# Julio East
Julio Juan Luis East Treviño (Lima, 24 de marzo de 1876 - Lima, 10 de abril de 1953) fue un político y empresario peruano. Ministro de Hacienda y Comercio (1942-1945) y presidente del Consejo de Ministros (1944-1945), durante el primer gobierno de Manuel Prado Ugarteche.

## Biografía
Hijo del ingeniero Rolando H. East y de Adela Treviño de East. Estudió en las facultades de Ciencias y Medicina de la Universidad Mayor de San Marcos.
Se casó con Adelina Álvarez-Calderón Roel, hija de Manuel Álvarez-Calderón Roldán y Adelina Roel Mendívil y hermana del diplomático Alfredo Álvarez-Calderón. La pareja tuvo dos hijos: Rosa y Enrique R. East Álvarez-Calderón. 
En 1900 se instaló en la provincia de Yauli, donde formó varias compañías que dieron impulso económico a la región. En 1905 y 1906 viajó a los Estados Unidos. Fue elegido diputado por la provincia de Yauli (1907-1912). En el Congreso integró las comisiones de Presupuesto, Hacienda y otras.
En 1914 fue designado vicepresidente de la Compañía Peruana de Vapores, pasando luego a ser su gerente. En 1940 asumió la presidencia del directorio de la Caja de Depósitos y Consignaciones, Departamento de Recaudación.
El 24 de agosto de 1942 asumió como ministro de Hacienda y Gobierno, integrando el gabinete ministerial presidido por Alfredo Solf y Muro. Este gabinete fue el de más duración de la historia republicana del Perú. El Ejecutivo disponía de mayoría abrumadora en ambas cámaras del Congreso.
Fue en esa época cuando el gobierno peruano impulsó el surgimiento de nuevas industrias en el país, para reemplazar los productos venidos del extranjero, restringidos a causa de la Segunda Guerra Mundial. Esta política de “sustitución de importaciones”, fue un avance en el todavía incipiente proceso de industrialización del país, que a la vez originó la aparición de “nuevos ricos”. Especial atención se puso en el oriente peruano o región amazónica, donde se creó la Corporación Peruana del Amazonas, con el fin de intensificar la producción de caucho, pero a la vez para llevar el progreso a la región. La demanda mundial del caucho se debía a su aplicación en los nuevos elementos bélicos y motorizados empleados en la contienda mundial.
El 9 de diciembre de 1944, East asumió la presidencia del Consejo de Ministros, que desempeñó en los siete meses restantes del gobierno de Manuel Prado Ugarteche.